# Kandegala, Heggadadevankote
Kandegala là một làng thuộc tehsil Heggadadevankote, huyện Mysore, bang Karnataka, Ấn Độ.